# 신도 (영화)
"신도"는 한국에서 제작된 권영순 감독의 1971년 영화이다. 독고성 등이 주연으로 출연하였고 박원석 등이 제작에 참여하였다.

## 출연

### 주연
- 독고성
- 강명